# SPARK (三代目J Soul Brothers from EXILE TRIBEの曲)
「SPARK」（スパーク）は、三代目 J Soul Brothers from EXILE TRIBEの通算9枚目のシングルである。2013年4月24日にrhythm zoneから発売された。

## 概要
- デビューから前作まではグループ名を“三代目 J Soul Brothers”名義としていたが、今作から“三代目 J Soul Brothers from EXILE TRIBE”名義となった。
- 「CD+DVD」と「CDのみ」の2形態での発売で、ジャケット写真のデザインはそれぞれ異なる。CDにはカップリング曲を含む全2曲4バージョン、DVDには表題曲のミュージック・ビデオを収録。
- ファンクラブや各モバイルサイトでの購入者限定特典として、メンバーそれぞれをメインに構成したソロアングルバージョンのミュージック・ビデオをメンバー全員分の7種類制作（ジャケット写真もソロジャケット）、希望する1種類をプレゼントした（発売翌日までの期間限定）。

## 収録曲

### CD
1. SPARK [3:23]
作詞：ArikA、作曲：Albi Albertsson, Nanna Larsen, Keith Hamilton、編曲：MUSSASHI
  - Samantha Thavasa「Samantha Tiara/SAMANTHA SILVA ジュエリー」CMソング。
2. Higher [3:21]
作詞：P.O.S.、作曲：SKY BEATZ, ERIK LIDBOM, Jeff Miyahara、編曲：SKY BEATZ
3. SPARK（Instrumental）
4. Higher（Instrumental）

### DVD
1. SPARK（Music Video）

## 収録アルバム
| 収録アルバム          | 楽曲   | 曲順 |
| --------------------- | ------ | ---- |
| BLUE IMPACT           | Higher | 2    |
| BLUE IMPACT           | SPARK  | 3    |
| THE JSB WORLD(DISC-2) | SPARK  | 2    |
| THE JSB WORLD(DISC-2) | Higher | 3    |